# Mactan-Cebu International Airport
Mactan-Cebu International Airport är Filippinernas näst största flygplats och ligger i Lapu-Lapu City.
Flygplatsen har en 3 300 meter lång landningsbana och en taxibana. Terminalbyggnaderna har en inrikesdel och en internationell del med en total kapacitet för 4 500 000 passagerare. Trafiken ökar ständigt och uppgår nu till drygt 600 kommersiella flyg med 10 000 passagerare dagligen. 54% av trafiken är kommersiell och resterande 46% militär och övrig flygservice. De senaste 15 åren har de internationella resenärerna ökat med 21% och inrikespassagerarna med 5% årligen i snitt. Flygplatsen trafikeras för närvarande av 14 passagerarbolag och 3 transportbolag.

## Flygbolag och destinationer

### Inrikes
- Air Philippines
  - Davao
  - Iloilo City
- Cebu Pacific
  - Bacolod City
  - Butuan City
  - Cagayan de Oro City
  - Caticlan
  - Clark
  - Cotabato City
  - Davao
  - Dipolog City
  - Dumaguete City
  - General Santos City
  - Iloilo City
  - Legazpi City
  - Manila
  - Ozamis City
  - Puerto Princesa City
  - Roxas City
  - Siargao
  - Surigao City
  - Tacloban City
  - Zamboanga City
- PAL Express
  - Bacolod City
  - Butuan City
  - Cagayan de Oro City
  - Caticlan
  - Dipolog City
  - General Santos City
  - Ozamiz City
  - Tacloban City
  - Zamboanga City
- Philippine Airlines
  - Manila
- Zest Airways
  - Bacolod City
  - Cagayan de Oro City
  - Caticlan
  - Davao
  - Iloilo City
  - Manila
  - Zamboanga City

### Utrikes
- Asiana Airlines
  - Seoul-Incheon
- Cathay Pacific
  - Hongkong
- Cebu Pacific
  - Busan
  - Hongkong
  - Seoul-Incheon
  - Singapore
- China Airlines
  - Taipei-Taoyuan
- China Eastern Airlines
  - Shanghai-Pudong
- China Southern Airlines
  - Guangzhou
- Korean Air
  - Seoul-Incheon
- Malaysia Airlines
  - Kota Kinabalu
  - Kuala Lumpur
- Philippine Airlines
  - Tokyo-Narita
- Qatar Airways
  - Doha
- SilkAir
  - Singapore

## Olyckor och incidenter
Den 17 maj 1948 havererade en Douglas DC-3 från Philippine Airlines med destination Manila vid start, inga personer omkom . 
Den 6 juni 1965 havererade landstället på en Douglas DC-6 från Filipinas Orient Airways vid start, inga personer omkom .
Den 11 december 1994 exploderade en bomb på Philippine Airlines Flight 434 på den andra delen av turen Ninoy Aquinos internationella flygplats - Mactan-Cebu International Airport - Naritas internationella flygplats och dödade en passagerare. Piloten lyckades nödlanda. Utredningen visade att bomben placerats av Ramzi Yousef som ett test inför Operation Bojinka. Ramzi Yousef var själv ombord på planet på den första delen av resan. Han reste under falsk identitet och kom på så sätt igenom säkerhetskontrollen i Manila. Han placerade bomben innan han steg av vid mellanlandningen på Mactan-Cebu.